# Plaza de San José de Calasanz
La plaza de San José de Calasanz es una plaza situada en pleno Centro[cita requerida] de la ciudad española de Albacete.
Localizada entre las calles Tesifonte Gallego al oeste y Teodoro Camino al este, tiene forma rectangular y es completamente peatonal.[cita requerida]
En esta plaza se encuentran edificios emblemáticos de la capital albaceteña como el edificio de la Subdelegación de Defensa, también conocido como sanatorio Arturo Cortés Ortiz, el edificio de Caja Castilla-La Mancha o la iglesia de Escolapios.
La plaza lleva el nombre de san José de Calasanz en honor al sacerdote, pedagogo y santo español fundador de la primera escuela cristiana popular de Europa.